# Rio Balomiraș
O Rio Balomiraş é um rio da Romênia afluente do rio Balomir, localizado no distrito de Hunedoara.